# Platypolia acutissima
Platypolia acutissima là một loài bướm đêm trong họ Noctuidae.